# Aleuritopteris subvillosa
Aleuritopteris subvillosa är en kantbräkenväxtart som först beskrevs av William Jackson Hooker, och fick sitt nu gällande namn av Ren-Chang Ching. Aleuritopteris subvillosa ingår i släktet Aleuritopteris och familjen Pteridaceae. Utöver nominatformen finns också underarten A. s. tibetica.